# Ewald Jauch
Ewald Jauch (ur. 23 kwietnia 1902, zm. 11 października 1946 w Hameln) – zbrodniarz hitlerowski, członek załogi obozu koncentracyjnego Neuengamme i SS-Unterscharführer.
W latach 1943–1945 był komendantem Bullen-Huser Damm, podobozu Neuengamme. Jeden z największych zbrodniarzy całego kompleksu Neuengamme. W kwietniu 1945 bezpośrednio kierował akcją zamordowania 22 dzieci, na których pseudoeksperymenty medyczne przeprowadzał lekarz SS Kurt Heissmeyer. Dzieci te powiesił zastępca Jaucha – Johann Frahm. Razem z dziećmi powieszono 4 sanitariuszy-więźniów (dwóch lekarzy francuskich i dwóch holenderskich), a także 24 radzieckich. Zbrodnia ta miała miejsce w piwnicach Bullen-Huser Damm.
W trzecim procesie załogi Neuengamme przed brytyjskim Trybunałem Wojskowym w Hamburgu Ewald Jauch i Johann Frahm otrzymali wyroki śmierci przez powieszenie. Obaj zostali straceni 11 października 1946.